# Asma bint Marwan
ʻUnṣmā' bint Marwān (en árabe: عصماء بنت مروان‎:  "'Asmā' la hija de Marwān") fue una mujer de la tribu omeya que vivió en Medina, en la Arabia del siglo VII. Bint Marwan es conocida por ridiculizar a las personas de Medina conversas al islam por obedecer a un jefe que no era de su propio clan.